# Васильєва Ніна Іванівна
Ніна Іванівна Васильєва (25 грудня 1937 — 29 грудня 2016) — передовик радянського сільського господарства, доярка колгоспу імені Калініна Краснокутського району Саратовської області, повний кавалер ордена Трудової Слави (1986).

## Біографія
Народилася в 1937 році в місті Києві. На початку війни вся родина евакуювалася в Саратовську область у село Розовка Краснокутського району.
Працювати почала рано, ще в старших класах почала відвідувати ферму, а завершивши навчання працевлаштувалася доглядати за телятами.
У 1972 році перейшла працювати в радгосп імені Калініна. Працювала з новонародженими телятами, піднімала і зберігала молодняк. Приріст і збереження в її роботі були головними показниками. Вона досконало володіла своїми навичками і досягала високих результатів у праці, ставши кращою телятницею в господарстві. 
Указом Президії Верховної Ради СРСР від 14 лютого 1975 року нагороджена орденом Трудової Слави ІІІ ступеня. 
Указом Президії Верховної Ради СРСР від 13 березня 1981 року нагороджена орденом Трудової Слави II ступеня. 
"За успіхи, досягнуті у виконанні завдань 11-ї п'ятирічки і соціалістичних зобов'язань по виробництву і переробці сільськогосподарської продукції" Указом Президії Верховної Ради СРСР від 29 серпня 1986 року Ніна Іванівна Васильєва нагороджена орденом Трудової Слави I ступеня. Стала повним кавалером Ордена Трудової Слави.
Продовжувала працювати в сільському господарстві. Про її заслуги звістка рознеслася по всій країні. В колгосп імені Калініна з'їжджалися молоді фахівці для обміну досвідом роботи з молодняком. Пропрацювавши сорок років у тваринництві вийшла на заслужений відпочинок.
Проживала в селі Розовка Краснокутського району. Померла 29 грудня 2016 року.

## Нагороди
- Орден Трудової Слави I ступеня (29.08.1986);
- Орден Трудової Слави II ступеня (13.03.1981);
- Орден Трудової Слави III ступеня (14.02.1975);
- медалі.